# Centro Nacional de Sismologia da India
O Centro Nacional de Sismologia (NCS) é um escritório do Ministério de Ciências da Terra da Índia. O escritório monitora terremotos e realiza pesquisas sismológicas. Especificamente, ele fornece relatórios de vigilância e riscos de terremotos para agências governamentais. Consiste em várias divisões:
·        Monitorização e Serviços Sísmicos
·        Avaliações de risco e risco de terremoto
·        Sistemas de observação geofísica
A Divisão de Sismologia e o Centro de Avaliação de Risco de Terremotos do Departamento de Meteorologia da Índia fundiram-se com a NCS em agosto de 2014 para monitorar e investigar de forma mais eficaz a atividade sismológica. O objetivo do Centro é melhorar a compreensão dos processos sísmicos e seus efeitos por meio de pesquisa e monitoramento sismológico.
Em julho de 2017, a NCS lançou um aplicativo móvel, "IndiaQuake", que divulga informações sobre terremotos em tempo real. 

## Monitoramento de terremotos na Índia
Terremotos no subcontinente indiano ocorrem devido ao movimento nordeste da placa indiana e sua interação com a placa eurasiana vizinha no norte. A maioria dos terremotos ocorre nas regiões limítrofes das placas; no entanto, alguns terremotos prejudiciais também ocorreram nas regiões do interior das placas. Alguns terremotos prejudiciais nas regiões limítrofes das placas incluem os seguintes: 1897 Planalto de Shillong, 1905 Kangra, 1934 Nepal-Bihar, 1950 Chayu-Upper Assam, 2004 Sumatra-Andaman, 2005 Caxemira e 2015 terremotos de Gorkha. Nas regiões do interior das placas, os terremotos devastadores ocorreram em 1993 em Killari, Maharashtra, em 1997 em Jabalpur, Madhya Pradesh, e em 2001 em Kachchh, Gujarate.
O monitoramento do terremoto na Índia começou em 1898, com o estabelecimento de um observatório de terremotos em Alipore, Kolkata (Calcutá). Isto seguiu-se ao grande terremoto de Shillong em 1897. Após a independência, o número de observatórios aumentou para 15, e após a rede mundial de sismógrafos em 1964, o número aumentou para 45. Após o terremoto de 1993 em Killari, a chegada da instrumentação digital permitiu a NCS. para desenvolver observatórios em toda a Índia. Atualmente, existem 84 desses observatórios. Redes densas de observatórios estão presentes na região do NE da Índia e Deli, porque essa área recebeu especial prioridade.
Uma Rede de Monitoramento Sísmica em Tempo Real dedicada fornece dados contínuos para o Centro de Alerta de Tsunamis na NCS. Todos os observatórios estão equipados com uma facilidade de comunicação SAT para a transferência de dados em tempo real para o Centro Operacional. Dados sísmicos contínuos de observatórios sismológicos em Mimic, Port Blair e Shilling são compartilhados globalmente. Com a rede atual, os terremotos de magnitude 3,5 podem ser localizados dentro de cinco a dez minutos com precisão confiável. As informações sobre as diretrizes do terremoto são divulgadas para todos os departamentos governamentais e do governo central por meio de um serviço de mensagens curtas (SMS), fax ou e-mail. IndiaQuake é um aplicativo desenvolvido para fornecer essas informações aos cidadãos em tempo real.

## Micro-zoneamento Sísmico
Uma prioridade do NCS é fornecer micro-zoneamento sísmico das principais áreas urbanas da Índia em zonas de risco sísmico. Este exercício foi iniciado em 30 cidades da Índia, incluindo Deli. 

## Pesquisa Sismológica
A NCS está ativamente envolvida em pesquisas sismológicas relacionadas à estimativa de estruturas crustais rasas e profundas em vários domínios tectônicos da massa terrestre da Índia. Esta pesquisa fornece informações sobre os processos de ocorrência de terremotos nos Himalaias, na Birmânia e na vala de Sumatra, bem como as medições da deformação crustal nas regiões de placa-fronteira e placa-interior.

## IndiaQuake
IndiaQuake é um aplicativo móvel que fornece informações em tempo real sobre os parâmetros dos terremotos que ocorrem na Índia. Esses parâmetros incluem localização, tempo e magnitude. 